# Marcela Maria Nicodemos
 Marcela Maria Nicodemos  (Rio de Janeiro, 31 de janeiro de 1953 – Salvador, 9 de maio de 2022) foi uma advogada e diplomata brasileira. Foi, além de embaixadora do Brasil junto à República da Armênia (2009-2013) e à República do Quênia (2013 a 2017), representante Permanente do Brasil junto ao Programa das Nações Unidas para o Meio Ambiente (2013 a 2017) 

## Biografia

### Vida pessoal
Nasceu na cidade de Petrópolis no estado do Rio de Janeiro, filha de Wilson Nicodemos e Nelinda Teixeira.

### Formação Acadêmica
Em 1978, graduou-se em Direito pela  Associação de Ensino Universitário do Distrito Federal.

### Carreira Diplomática
Ingressou na carreira diplomática em 1977, no cargo de Terceira Secretária, após ter concluído o Curso de Preparação à Carreira de Diplomata do Instituto Rio Branco.
Foi inicialmente lotada na Divisão da Organização dos Estados Americanos, onde permaneceu até 1980. Em seguida, trabalhou na Divisão de Produtos de Base. Em 1979, havia sido promovida a segunda secretária. 
No ano de 1985, foi removida para Los Angeles, com vistas a assumir as funções de cônsul-geral Adjunta e chefe do Setor de Promoção Comercial do Consulado Geral. Em 1987, foi promovida a primeira secretária. Em 1988, mudou-se para a Guatemala, onde exerceu as chefias dos setores Político, Econômico, Comercial, Consular e de Administração da Embaixada do Brasil. Foi removida, em 1991, para Manágua, tendo trabalhado na Embaixada do Brasil até 1994.
Em seu retorno ao Brasil, assumiu a chefia substituta da Divisão do Mar, da Antártida e do Espaço. Foi, em 2005, promovida a conselheira. No mesmo ano, defendeu tese no Curso de Altos Estudos do Instituto Rio Branco, intitulada “As Nações Unidas e a Promoção dos Direitos da Mulher: retórica ou realidade?”, um dos requisitos necessários para a ascensão funcional na carreira diplomática. De 1995 a 1997, esteve lotada como chefe substituta na Divisão das Nações Unidas.
Em 1997, mudou-se para Nova York, a fim de integrar a Missão do Brasil junto às Nações Unidas. Foi, nesse período, delegada brasileira da junto à III Comissão da Assembleia Geral, que se ocupa de temas sociais, direitos humanos e temas humanitários.
No ano de 2001, foi removida para a Embaixada do Brasil no Panamá, a fim de chefiar os setores de Política Externa, Consular e de Administração.  Entre 2004 e 2006, viveu em Montréal, tendo exercido os cargos de Cônsul Geral Adjunta no Consulado Geral e encarregada de temas relativos à Convenção sobre Diversidade Biológica e Protocolo de Montreal. No ano de 2005, havia sido promovida a ministra de Segunda Classe. Entre 2006 e 2009, foi ministra-conselheira da Embaixada do Brasil em Lima.
Em 2009, foi designada embaixadora do Brasil junto à República da Armênia. No ano de 2012, foi promovida a ministra de Primeira Classe, mais alto cargo da carreira diplomática brasileira. Em 2013, foi designada embaixadora do Brasil junto ao Quênia. Em Além da chefia da Embaixada, assumiu também o cargo de representante Permanente junto ao Programa das Nações Unidas para o Meio Ambiente (PNUMA) e ao Programa das Nações Unidas sobre Assentamentos Humanos (ONU-Habitat), Nairóbi. Acumulava, também, as funções de embaixadora junto ao Burundi, Ruanda e Uganda.
Em 2017, retornou ao Brasil para assumir a chefia do Escritório de Representação do Ministério das Relações Exteriores na Bahia.
Faleceu em 9 de maio de 2022 em Salvador.

## Condecorações[1]
- Ordem do Rio Branco, Comendador (2001)
- Medalha do Pacificador (2007)
- Medalha Mérito Santos Dumont (2007)
- Medalha Mérito da Marinha (2007).